# 短突红螯蛛
短突红螯蛛（学名：Chiracanthium insigne）为管巢蛛科红螯蛛属的动物。分布于印度、斯里兰卡以及中国大陆的浙江、海南等地，主要生活于竹林。